# Hornsund

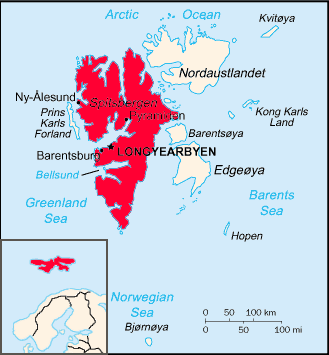
Översiktskarta

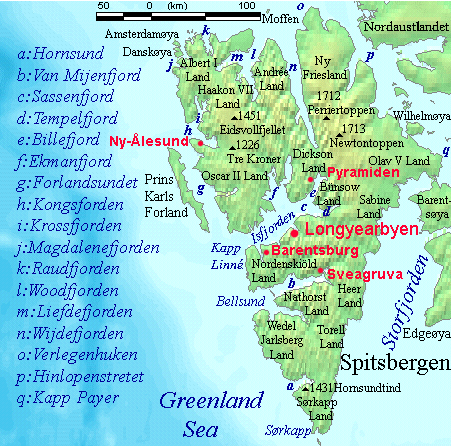
Lägeskarta

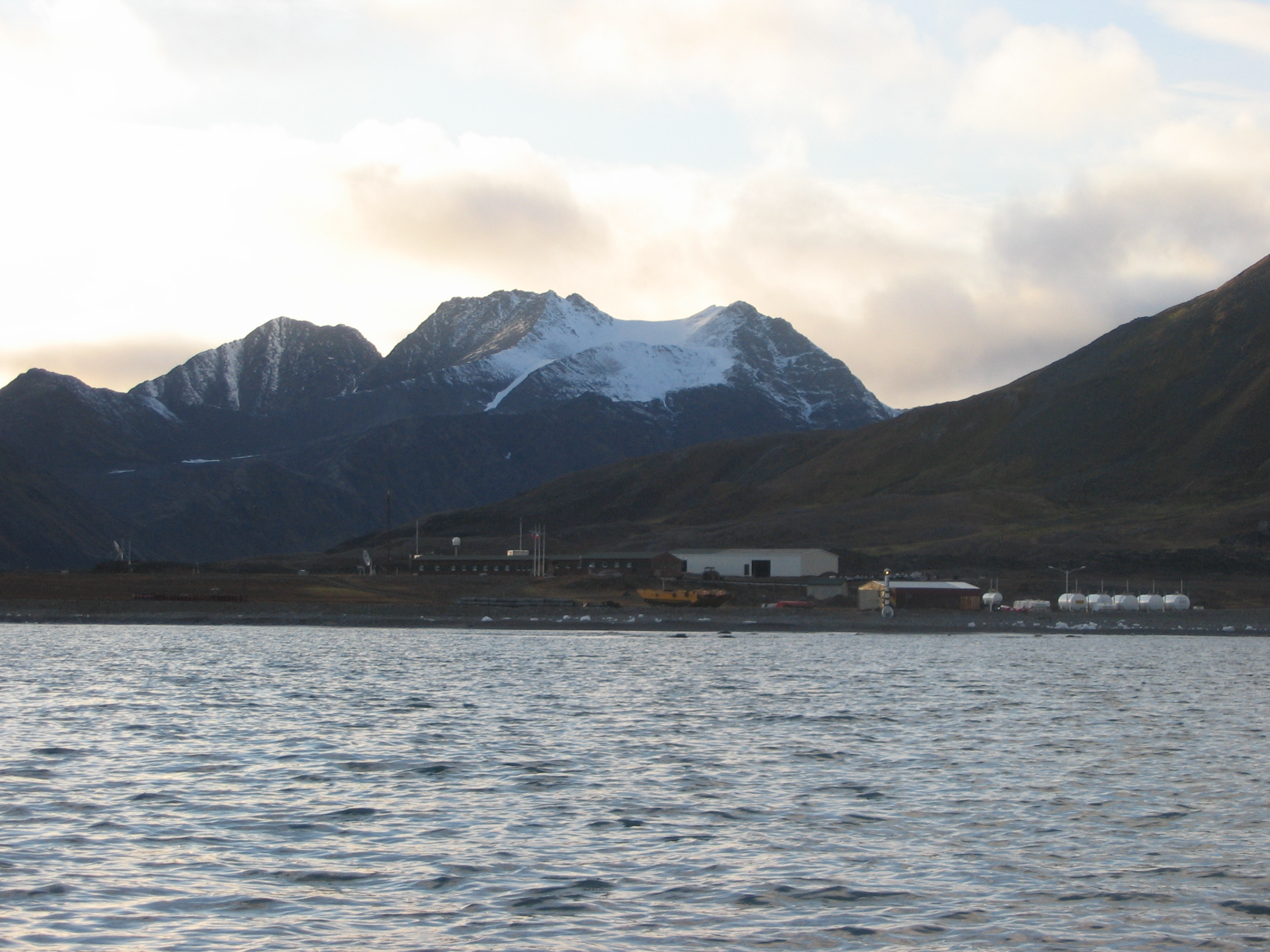
Hornsund

Hornsund är en fjord i södra Svalbard i Barents hav i Norra ishavet. Hornsund är den sydligaste fjorden i hela Svalbard.

## Geografi
Hornsund ligger cirka 175 km sydväst om Longyearbyen och cirka 50 km norr om Spetsbergens sydligaste plats Sørkapp.
Fjorden är cirka 30 km lång med en bredd på mellan cirka 2 till 12 km. Hornsund har ett största djup på cirka 260 meter och delar Wedel Jarlsberg Land från Sørkapp Land.
Hornsund ingår i naturreservatet Sør-Spitsbergen nationalpark.

## Historik
Det nuvarande namnet gavs kring 1610 av en engelsk valfångstexpedition med fartyget "Amitie" under kapten Jonas Poole efter att man funnit renhorn vid stranden.
År 1872 utforskades området med fartyget "Isbjørn" av en österrikisk expedition under ledning av greve Johann Nepomuk Wilczek.
Vintern 1899-1900 övervintrade den ryska avdelningen av den Svensk-ryska gradmätningsexpeditionen vid Konstantinovka på Gåshamna på Hornsundets södra kust.
År 1957 invigdes den polska forskningsstationen Polska Polar Station Hornsund, som ligger på den norra kusten vid viken Isbjørnhamna.